# Derramadero
Derramadero es un lugar, hoy día deshabitado, del municipio español de Elche de la Sierra, perteneciente a la provincia de Albacete, en la comunidad autónoma de Castilla-La Mancha.

## Historia
Hacia mediados del siglo XIX, el lugar, ya por entonces perteneciente a Elche de la Sierra, era mencionado como un cortijo. Aparece descrito en el séptimo volumen del Diccionario geográfico-estadístico-histórico de España y sus posesiones de Ultramar de Pascual Madoz con las siguientes palabras:

DERRAMADERO: cortijo y deh. en la prov. de Albacete, part. jud. de Yeste, térm. jurisd. de Elche de la Sierra.
(Madoz, 1847, p. 234)